# Електронні методи і засоби розвідки
Електронні методи і засоби розвідки (covert listening device) - сукупність методів і організаційних структур для ведення розвідувальних дій за допомогою радіоелектронних засобів (РЕЗ) та іншої електронної техніки.

## Електронні методи розвідки

### Радіотехнічні методи
Радіоелектронна розвідка (РЕР) - отримання інформації шляхом прийому і аналізу електромагнітного випромінювання (ЕМВ) радіодіапазону, створюваного різними РЕМ
Радіорозвідка - добування відомостей про противника шляхом радіопошуку, перехоплення, аналізу випромінювань і радіопеленгованія радіоелектронних засобів. Радіорозвідка використовує такі методи і засоби, як:
- виділення і аналіз сигналу з широкосмугових ліній зв'язку;
- фільтрування, обробка та аналіз факсів;
- аналіз трафіку, розпізнавання ключових слів, отримання тексту і аналіз тем;
- системи розпізнавання мови;
- безперервне розпізнавання мови;
- ідентифікація мовця і інші методи вибору голосових повідомлень;
- зниження навантаження або підрив криптографічних систем

Радіотехнічна розвідка (РТР) - вид розвідувальної діяльності, метою якого є збір і обробка інформації, отриманої за допомогою радіоелектронних засобів про радіоелектронні системи за їх власними випромінюванням, і подальша їх обробка з метою отримання інформації про стан джерела випромінювання, його швидкості, наявності даних в випромінюваних сигналах, смисловий зміст сигналів. Об'єктами РТР є: радіотехнічні пристрої різного призначення (РЛС, імпульсні системи радіоуправління, радіотелекодові системи, а також ЕМІ, створювані працюючими електродвигунами, електрогенераторами, допоміжними пристроями і т. д.). Засоби РТР встановлюються на літаках, супутниках, кораблях, інших об'єктах і дозволяють:
- встановити несучу частоту передавальних радіозасобів;
- визначити координати джерел випромінювання;
- виміряти параметри імпульсного сигналу (частоту повторення, тривалість і інші параметри);
- встановити вид модуляції сигналу (амплітудна, частотна, фазова, імпульсна);
- визначити структуру бічних пелюсток випромінювання радіохвиль;
- виміряти поляризацію радіохвиль;
- встановити швидкість сканування антен і метод огляду простору РЛС;
- проаналізувати і записати інформацію.

Радіолокаційна розвідка - вид технічної розвідки, в ході якої інформація видобувається за допомогою радіолокаційних станцій. РЛС можуть бути стаціонарні наземні, переносні і встановлені на літаках, супутниках, кораблях, інших мобільних об'єктах. Для ведення РЛР застосовуються:
РЛС БО (бокового огляду), РЛС ШО (широкосмугового огляду), РЛС ПрО (прожекторні огляду), які встановлюються на космічних і повітряних носіях і використовуються для отримання видової інформації про місцевість і об'єктах на ній, над якими пролітає носій з апаратурою;
наземні і корабельні РЛС, об'єктами яких є морські, повітряні і космічні цілі;
пересувні і переносні РЛС спостереження за полем бою, що забезпечують виявлення рухомих цілей (живої сили і техніки) в зоні огляду, приблизне визначення кількості цілей і швидкості їх переміщення.

### Електронно-оптичні методи
Оптоелектронна розвідка - отримання інформації шляхом прийому і аналізу електромагнітних випромінювань ультрафіолетового, видимого та інфрачервоного (ІК) діапазонів, які створюються або перевідбивається об'єктами розвідки.
Фотографічна розвідка - отримання видової інформації за допомогою спеціальних фотокамер, які можуть бути встановлені на космічних і повітряних носіях і в наземних умовах.
Телевізійна розвідка - отримання інформації за допомогою телевізійних камер.
Інфрачервона розвідка - отримання інформації про об'єкти при використанні в якості джерела інформації або власного теплового випромінювання об'єктів, або переотраженного ІК-випромінювання місяця, зоряного неба, а також переотраженного випромінювання спеціальних ІК-прожекторів підсвітки місцевості. Відповідно до цього всі прилади ДКР діляться на 2 групи: тепловізори, теплопеленгатори, радіометри; прилади нічного бачення (ПНВ).
Фотометрична розвідка - використовується для виявлення і розпізнавання пристроїв, в яких використовуються лазерні джерела випромінювання.
Лазерна розвідка - процес отримання видової інформації з використанням лазерних скануючих камер, які встановлюються на повітряних носіях.

### Електронно-акустичні методи
Акустична розвідка - отримання інформації шляхом прийому і аналізу акустичних сигналів, що поширюються в повітряному середовищі від різних об'єктів. Акустична розвідка здійснюється перехопленням виробничих шумів об'єкта і перехопленням мовної інформації. У акустичної розвідки використовуються: пасивні методи перехоплення; активні методи перехоплення; контактні методи перехоплення.
Дистанційне підслуховування розмов - використовується для перехоплення мовних сигналів з використанням мікрофонів спрямованої дії, закладок та інших засобів
Виявлення та розпізнавання джерел шумового акустичного випромінювання - використовується для розпізнавання джерел підвищеного звукового тиску
Гідроакустична розвідка - вид технічної розвідки, в ході якої видобувається інформація про противника шляхом прийому, реєстрації, обробки і аналізу прийнятих гідроакустичних сигналів. Гідроакустична розвідка дозволяє виявити і класифікувати морські цілі, визначити відстань до них і параметри їх руху, тобто отримати дані для застосування зброї

### Різні методи з використанням електронних датчиків
Сейсмічна розвідка - отримання інформації шляхом виявлення і аналізу деформаційних і зсувних полів, що виникають в ґрунті при різних впливах на неї
Магнітометричних розвідка - отримання інформації шляхом виявлення і аналізу локальних змін магнітного поля Землі під впливом об'єктів з великою магнітною масою
Методи розвідки в телекомунікаційних системах
Розвідка в системах телекомунікацій включає в себе отримання несанкціонованого доступу до інформації, перехоплення повідомлень, перехоплення даних про кредитні картки, прослуховування телефонних розмов в мобільних і дротяних мережах, визначення географічного розташування власників стільникових телефонів, розшифровку закодованих повідомлень, відстеження дії користувача в різних мережах і багато інші функції.
Мережева розвідка - комплекс заходів щодо отримання та обробки даних про інформаційну систему клієнта, ресурсів інформаційної системи, засобів захисту, використовуваних пристроїв і програмного забезпечення і їх вразливості, а також про кордон проникнення.
Комп'ютерна розвідка (інтернет-розвідка) - комплекс інформаційних технологій для систематичного знаходження інформації у відкритих джерелах.

## Сторони (суб'єкти і об'єкти) при веденні електронної розвідки
- Одна держава проти іншої держави;
- Держава проти потенційно неблагонадійних громадян і організацій;
- Держава або міжурядова організація проти злочинних співтовариств;
- Комерційна організація проти інших комерційних і громадських організацій, фізичних осіб і державних органів;
- Фізична особа проти інших фізичних осіб або організацій;
- Злочинна організація проти інших злочинних організацій, легальних організацій, фізичних осіб, а також державних і міжнародних правоохоронних організацій.

Можливі також інші колізії.

## Міжурядові структури глобального перехоплення інформації
Система радіоелектронної розвідки Ешелон - основний напрямок - супутникова РЕР, учасники - США, Велика Британія, Австралія, Нова Зеландія
Система об'єднаного обліку даних про противника (СОУД) - створювалася як об'єднана система РЕР країн Варшавського договору, в даний час бере участь тільки Росія (дані про участь інших країн у відкритих джерелах не наводяться)
Enfopol (Enforcement Police) - основний напрямок - антикримінальна і антитерористична розвідка в мережах телекомунікацій, учасники - країни Європейського союзу

## Технічні засоби електронної розвідки

### Засоби радіо- і радіотехнічної розвідки
- Приймальні антени спрямованого і ненаправленного дії
- Радіоприймачі
- Радіопеленгатори
- Пристрої панорамного огляду
- Аналізатори спектра сигналів
- Пристрої для автоматичного відліку зрушень пеленга і частоти
- Вихідні пристрої для прийому сигналів телефонних і телеграфних ущільнених каналів радіозв'язку
- Кінцеві пристрої слухового прийому (телефони, динаміки)
- Пристрої документування сигналів
- Прилади розшифровки, обробки і зберігання прийнятої інформації
- Засоби управління, зв'язку та передачі видобутої інформації

### Засоби знімання акустичної інформації
- Засоби, що встановлюються заходовимі (тобто вимагають таємного фізичного проникнення на об'єкт) методами:
  - радіозакладки;
  - ендовібратори
  - закладки з передачею акустичної інформації в інфрачервоному діапазоні;
  - закладки з передачею інформації по мережі 220 В;
  - закладки з передачею акустичної інформації по телефонній лінії;
  - диктофони;
  - провідні мікрофони;
  - «телефонне вухо».

- Засоби, що встановлюються беззаходовимі методами:
  - апаратура, яка використовує мікрофонний ефект;
  - високочастотне нав'язування;
  - стетоскопи;
  - лазерні стетоскопи;
  - спрямовані мікрофони

### Автоматичні дистанційні датчики для виявлення людей і техніки
- сейсмічні датчики
- радіодатчики
- акустичні датчики
- хімічні датчики
- магнітні датчики
- контактні датчики

### Засоби негласного перехоплення та реєстрації інформації з мереж телекомунікацій
- Засоби знімання інформації з кабелів зв'язку.
- Системи перехоплення сигналів з комп'ютерних мереж і контролю телекомунікацій.
- Системи контролю телексного зв'язку.
- Апаратура перехоплення факсимільних повідомлень.

### Оптоелектронні засоби
- Прилади нічного бачення
- Комплекти для нічного спостереження і відеозйомки
- Спеціальні фото- і відеокамери з Пінхол
- Носиться техніка негласного відеоконтролю з радіоканалом
- Мініатюрні системи фото- і телемоніторингу

### Інші електронні засоби
- Ретранслятори
- Спеціальні технічні засоби для негласного контролю за переміщенням транспортних засобів та інших об'єктів
- Радіозакладки для комп'ютерів і оргтехніки
- Засоби контролю побічних випромінювань від ЕОМ

### Приклади існуючих електронних засобів розвідки
- Мобільна автоматична станція радіотехнічної розвідки 85В6Е;
- Авіаційна станція телевізійної розвідки І-249Б;
- Комплекс радіотехнічної розвідки Р-381Т;
- РЛС ближньої розвідки СБР-3;
- Станція гідроакустичної розвідки AN / WLR-9B;
- Мікропередавач клавіатури OF1122;
- Факсимільний радіопередавач 4305-ТАХ4;
- Супер теле- фото камера РК-6500 (ФРН);
- Наручний годинник - камера РК-420 (ФРН);
- Радіомікрофон з цифровим (шумоподібним) сигналом ТХ - 815/865 (Westinhouse, США);
- Провідна система акустичного контролю з використанням електромережі Мережа - IP (PTLS4);
- Спрямований мікрофон РН - 470;
- Авіаційна апаратура лазерної розвідки Л-140;
- Швидкісний аналізатор спектру Скорпіон V3.0;
- Мобільна станція радіомоніторингу і пеленгування Аргумент;
- Пункт радіотехнічного контролю Полювання;
- Портативний персональний індикатор поля BugHunter Professional BH-01 (Росія).